# Американо-угандийские отношения
Американо-угандийские отношения — двусторонние дипломатические отношения между США и Угандой. 

## История
Соединенные Штаты установили дипломатические отношения с Угандой в 1962 году, после обретения ей независимости от Великобритании. В период после обретения независимости Уганда пережила правление Иди Амина и экономическую катастрофу. Нарушение прав человека в Уганде иногда делает напряжёнными её отношения с США. В 1986 году президент Йовери Кагута Мусевени пришел к власти после десятилетий внутренних и внешних конфликтов в стране. Под руководством Мусевени в Уганде относительно стабильная политическая жизнь, происходит развитие демократических институтов и экономический рост. Страна добилась успехов в снижении роста заболевания ВИЧ и стабилизировала ситуацию на севере, где Господня армия сопротивления орудует в течение 20 лет. Уганда сталкивается с многочисленными проблемами, в том числе: рост численности населения, нехватка электроэнергии, неразвитая инфраструктура, коррупция, низкий уровень развития демократических институтов и нарушения прав человека. Уганда является ключевым стратегическим партнером США в регионе благодаря её вкладу в установлении мира в Сомали и борьбе с Господней армией сопротивления.

## Торговля
Экспорт из США в Уганду: машиностроение, оптические и медицинские инструменты, пшеница и самолеты. Импорт США из Уганды: кофе, какао, драгоценные металлы, рыба и морепродукты. Уганда имеет право на льготы в торговле с США в рамках программы Африканского экономического роста и возможностей. У Соединенных Штатов подписано торговое соглашение с Восточноафриканским сообществом.